# Blue Bird (álbum de Shōta Aoi)
Blue Bird (ブルーバード lit. Ave azul?) es el primer miniálbum del cantante y seiyū Shōta Aoi. Fue lanzado el 26 de junio de 2013 bajo el auspicio de la compañía Broccoli. El álbum contiene los sencillos Blue Bird (usado como tema de cierre para la serie de TV Asahi, Break Out), Gekka no Hana (tema musical del CD drama Ikemen Ooku) y Ai no Sasameki Goto (tema musical del CD drama Sangokushi Lovers). Fue lanzado en dos formatos; uno regular (CD) y una edición limitada (CD + DVD).

## Producción
Blue Bird fue el primer proyecto de Shōta Aoi en ser producido tras abandonar el nombre artístico de "Showta" y comenzar a ejercer una nueva carrera como seiyū y cantante bajo su nombre actual. El álbum fue nombrado en gratitud hacia los fanáticos de Aoi y de su determinación en convertirse en un "ave azul" y poder volar junto con sus fanes. Aoi ha comentado que «fue muy agradable cuando me dijeron acerca del lanzamiento de un mini-álbum durante el período inicial tras mi debut como seiyū, pero por otro lado también sentí una gran presión».

## Lista de canciones
| N.º   | Título                | Escritor(es)      | Duración |  |
| 1.    | «Blue Bird»           | Noriyasu Agematsu | 4:32     |  |
| 2.    | «Gekka no Hana»       |                   | 4:46     |  |
| 3.    | «Ai no Sasameki Goto» | Rucca             | 4:17     |  |
| 4.    | «Shot a Love!»        | Rucca             | 4:59     |  |
| 5.    | «Kimi no Tonari de»   |                   | 4:54     |  |
| 22:08 |                       |                   |          |  |